# Villa Idun
Villa Idun är en av de villor, som användes som gästbostadshus för Hjo Vattenkuranstalt.
Villa Idun byggdes under tidigt 1800-tal som manbyggnad på en av rådmannen Gustaf Adolf Goldkuhls (1826–1894) ägd lantegendom, som låg vid Vättern omedelbart norr om Hjos dåvarande stadsbebyggelse. Den var ursprungligen ett traditionellt utformat 1800-talshus i trä med 1 1/2-plan med stående locklistpaneler och tegeltak. Gårdens ekonomibyggnader låg längs järnvägsspåret mitt för nuvarande villorna Idun och Victoria. 
Goldkuhls gård köptes av Hjo Vattenkuranstalt och Villa Idun användes efter viss upprustning för inkvartering av gäster redan vid kuranstaltens invigning 1878. Tomten vid Villa Idun användes också för byggande 1882 av Villa Flora och Villa Victoria.
I början av 1900-talet skedde en omgestaltning av Villa Iduns fasader till den för tiden representativa jugendstilen. Kellman är känd för flera andra jugendbyggnader och var vid denna tid anlitad av Kuranstalten för såväl Eirapaviljongen som Strandbadets badhytter. Vid omgestaltningen tillkom dörr- och fönsteromfattningar, räcken och gavelfönster. Huset försågs huset med en öppen veranda med ovanpåliggande balkong mot sjön och flera mindre altaner i marknivå. Ombyggnadsarkitekt är okänd, men kan ha varit Lars Kellman, som vid denna tid anlitades av vattenkuranstalten för att rita Eirapaviljongen och Strandbadets badhytter. 
Idun renoverades 2014–2015 och har idag två hyreslägenheter.
Villa Idun, liksom de övriga byggnaderna i den tidigare vattenkuranstaltens badpark, nuvarande Hjo stadspark, k-märktes 2018 av Länsstyrelsen i Västra Götalands län.

## Bilder

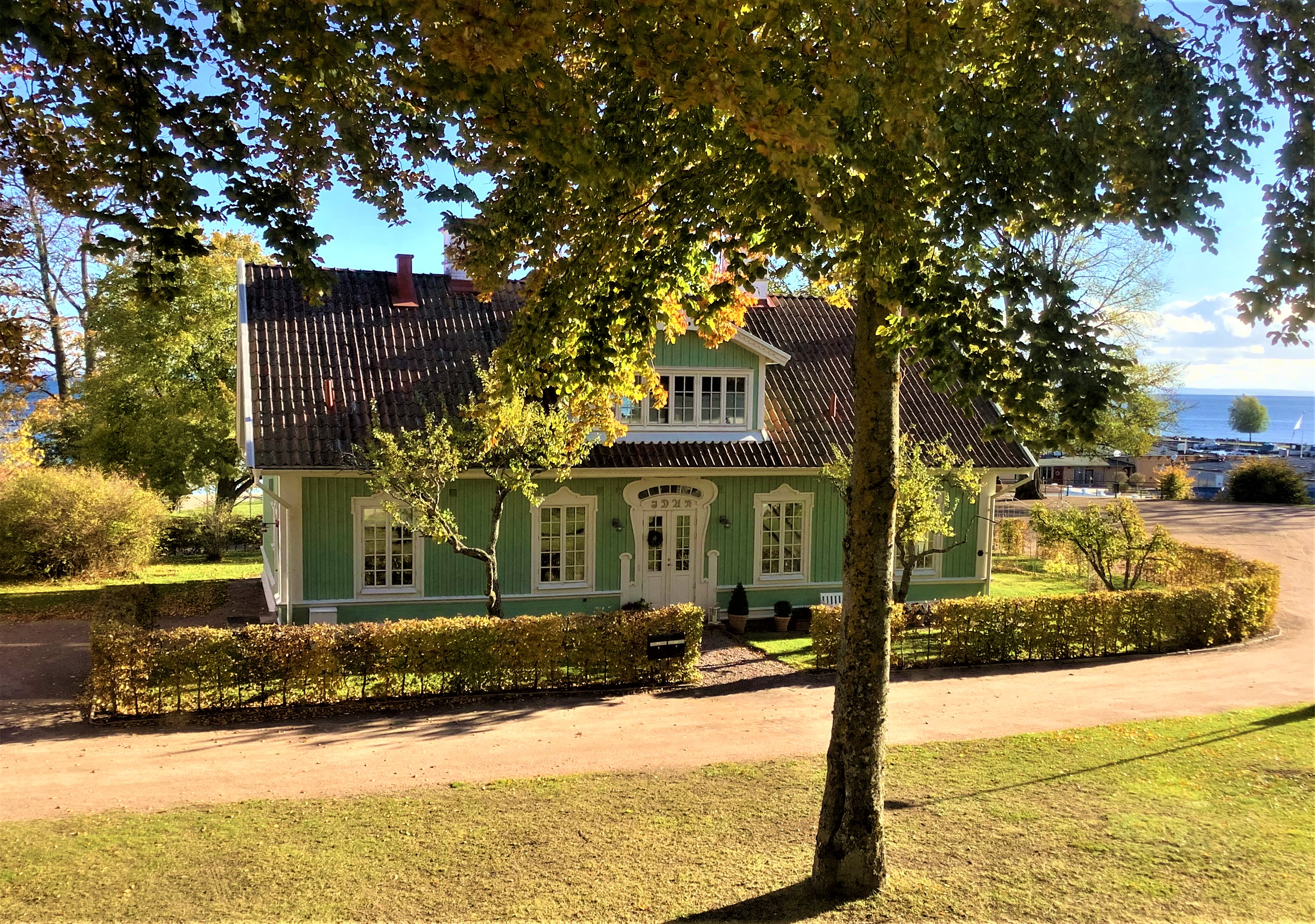
Villa Idun västerifrån
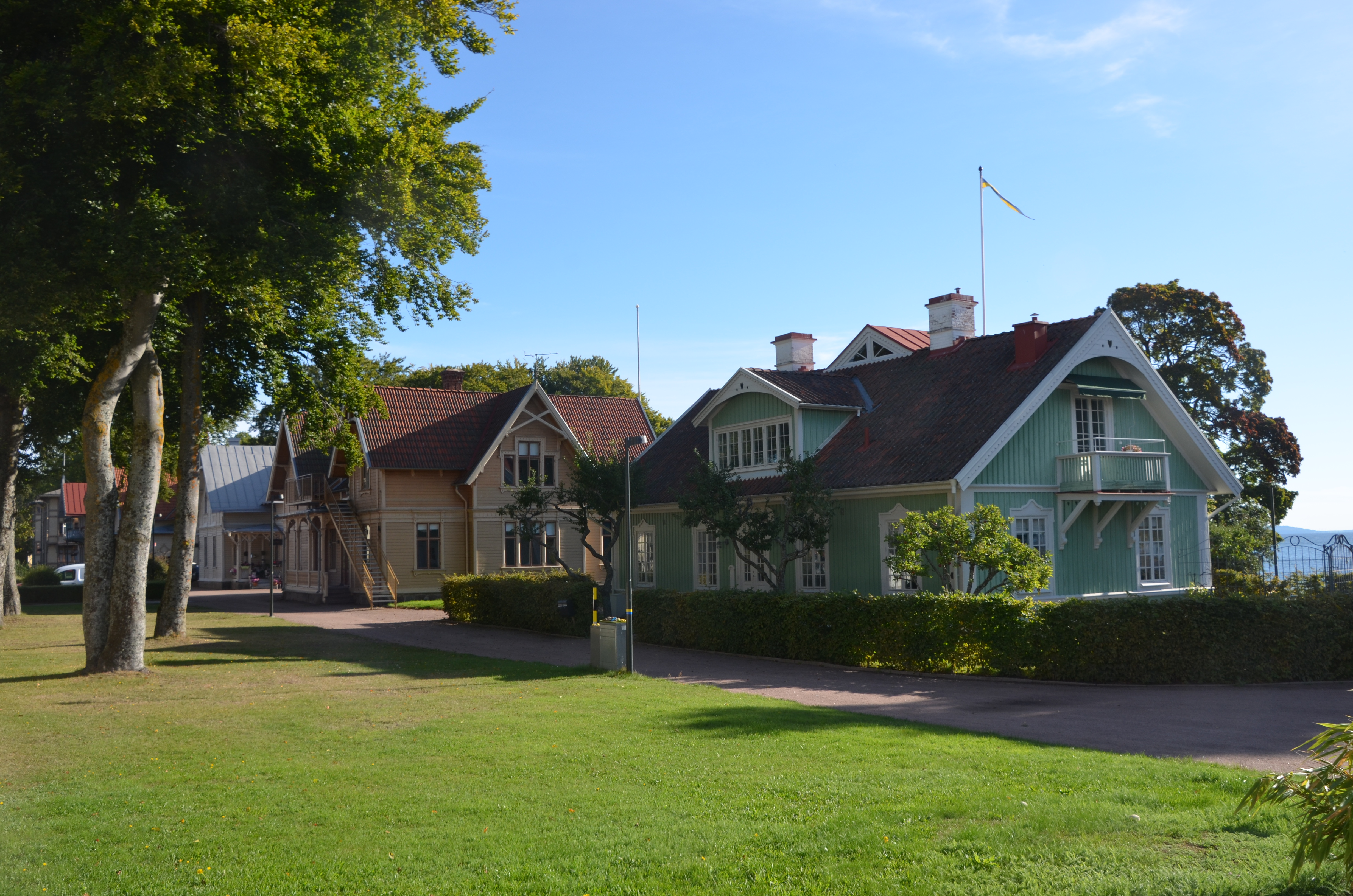
Villa Idun (till höger) och Villa Victoria